# Can't Help Falling in Love
Can't Help Falling in Love — популярна американська пісня, створена на основі французької пісні Plaisir d'Amour французького композитора Ж.П.Е. Мартіні (1741-1816).
Найбільшу популярність ця пісня здобула у версії Елвіса Преслі, який записав її 1961 року для фільму Blue Hawaii. В його виконанні пісня потрапила до списку 500 найкращих пісень усіх часів за версією журналу Rolling Stone.
Пізніше відомі кавер-версії цієї пісні створили багато музикантів, найпопулярнішими стали записи гурту UB40 (1993) та A*Teens (2002).